# Midwest City (Oklahoma)
Midwest City es una ciudad ubicada en el condado de Oklahoma en el estado estadounidense de Oklahoma. En el año 2010 tenía una población de 	54371 habitantes y una densidad poblacional de 853,55 personas por km².

## Geografía
Midwest City se encuentra ubicada en las coordenadas 35°27′44″N 97°23′3″O / 35.46222, -97.38417 (35.462244, -97.384292).

## Demografía
Según la Oficina del Censo en 2000 los ingresos medios por hogar en la localidad eran de $35,027 y los ingresos medios por familia eran $40,604. Los hombres tenían unos ingresos medios de $31,276 frente a los $22,543 para las mujeres. La renta per cápita para la localidad era de $17,220. Alrededor del 13.9% de la población estaban por debajo del umbral de pobreza.